# 포뮬러 3

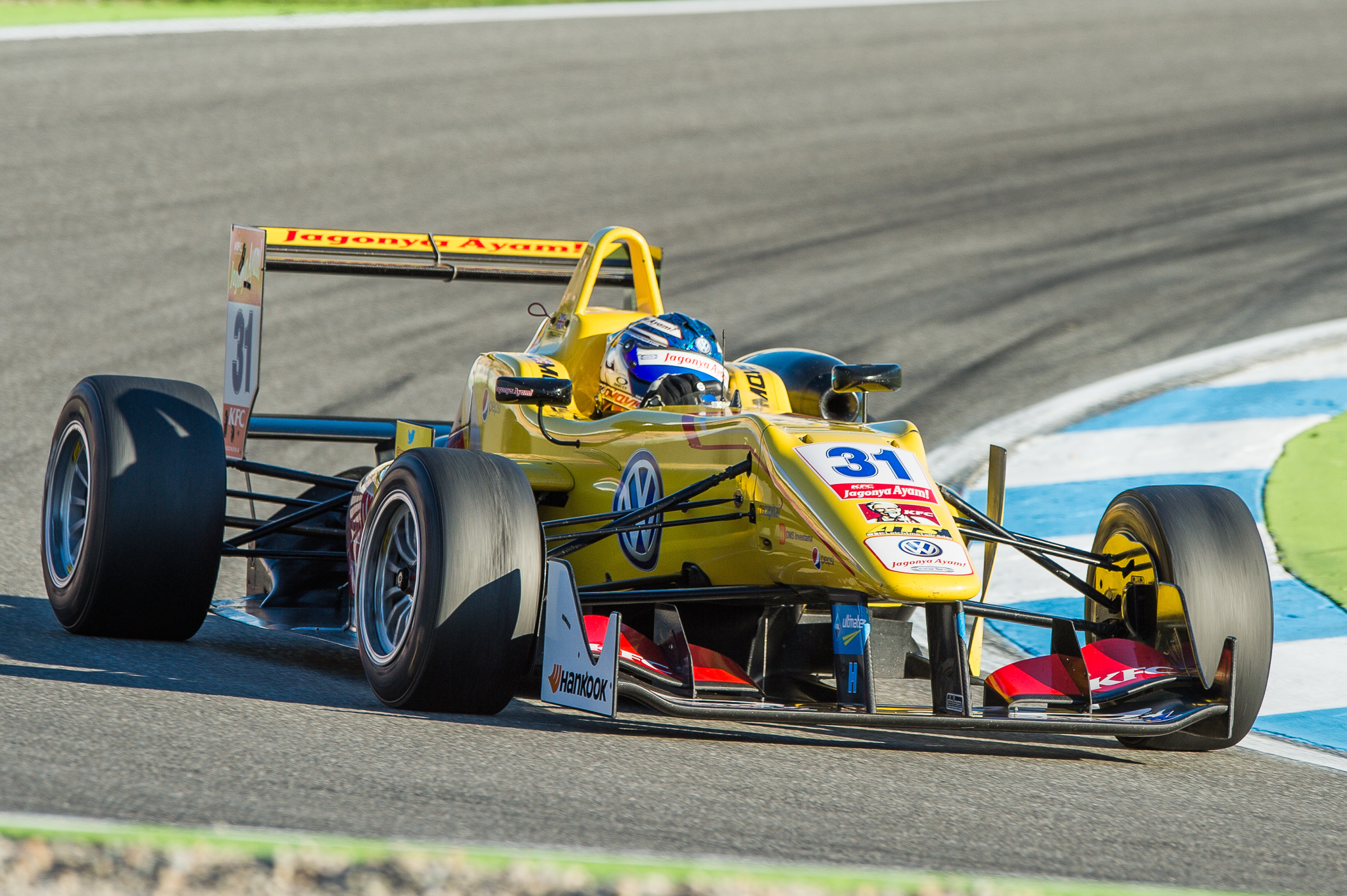
2014년 독일 호켄하임링의 F3 경주에 참가중인 달라라 F312 자동차

포뮬러 3(Fomula Three, 표준어: 포뮬러 쓰리)는 오픈휠(Open-Wheel) 형식의 포뮬러 자동차 경주 대회의 일종으로 간단히 F3라고도 한다.

## 역사
이 대회는 국제적으로 공인된 포뮬러 자동차 경주 대회 중에 가장 급이 낮은 대회이기는 하지만, 많은 예비 포뮬러 원 운전자에게 중요한 입문 코스이기 때문에 그 중요성을 인정받고 있다. 또한 포뮬러 3 경주용 자동차는 빠른 속도로 달릴 수 있음에도, 포뮬러 원 자동차에 비해 저렴하기 때문에 자동차 제작자 입장에서도 F3는 고성능의 경주용 자동차를 제작하기 위한 관문이기도 하다.
규정은 2,000cc 이하의 4기통 왕복 엔진이고 연간 2500대 이상 생산된 FIA 공인의 양산 차량에 탑재된 엔진으로 한정되어 있다. 물론 터보차저나 슈퍼차저는 금지다. 또한 흡기구에 길이 3밀리미터, 직경 24밀리미터의 슬로트링 프렌지가 장착해 최고 출력이 170마력 정도로 억제되어 있다.
1993년부터 이탈리아 달라라사는 내셔널 규모인 포뮬러 3 경주에서 거의 독점적인 자동차 제조사로 인식되고 있다.

## 챔피언십
F1 경주는 매년마다 10여회의 경주 점수를 합산하여 월드 챔피언을 선정한다. 그러나 F3는 내셔널 챔피언만 있고, 월드 챔피언은 없다. 1970년대와 1980년대에는 유러피언 F1 챔피언십과 영국 F1 챔피언십이 매우 유명했다.
유러피언 F1 챔피언십은 1980년대 중반에 사라졌다. 그 후 내셔널 챔피언이 보다 중요해졌다. 그러나 2003년 프랑스 F3 챔피언십과 독일 F3 챔피언십은 흥행부족으로 인해 통합하여 F3 유로 시리즈를 만들었다.
자동차 경주는 아마추어 드라이버들이 각종 아마추어 자동차 경주에서 우승을 하다가, 양산차 등을 사용하는 작은 프로팀의 드라이버로 활동하게 되며, 최초의 FIA 인증 프로 대회인 내셔널 규모의 F3에 참가하여 두각을 나타내면, 월드 챔피언을 뽑는 F1 레이싱팀에 스카웃되는 식이다.

## 대한민국
1994년 9월 8일, 삼성중공업이 한국 최초의 F3 레이싱 카를 제작했다. 닛산자동차의 2천cc급 DOHC 엔진을 탑재했으며, 길이 4ｍ, 폭 1.7ｍ, 무게 4백50㎏, 최대출력 2백마력, 최대 토르크 40㎏.ｍ, 최고속도 시속 280 km이다.
삼성중공업 관계자는 이번 F-3급 경주용차 개발로 경량.고강도 보디, 전자 현가장치, 고출력엔진 등 첨단 자동차의 핵심기술을 확보하게 됐으며 앞으로 세계 수준의 전자기술을 활용, 경주용차의 최고봉인 F-1급의 개발에 나설 계획이라고 밝혔다.
F3는 내셔널 대회이고, 삼성중공업이 F3 자동차를 출시하며, 대한민국 F3 챔피언십을 개최할 것이라고 보도되었다. 1999년부터 2003년까지, 코리아 수퍼프리라는 F3 경주를 4회 개최하였으나, 흥행부족 등으로 그 후 대회가 폐지되었다.

## 차량 규정
- 차폭 : 최대 1850밀리미터
- 축거 : 최소 2000밀리미터
- 트랙 : 최소 1200밀리미터
- 중량 : 최소 550킬로그램
- 능동 현가장치(Active Suspense), 원격 제어 및 구동력 제어(traction control) 금지
- 구동방식 : 2바퀴 조향(WS, wheel steering)과 2바퀴 굴림(2 wheel drive) 차량만 허용
- 기어박스 : 수동식 최대 전진 6단과 하나의 후진 기어박스
- 타이어 : 두께 11.5인치, 지름 13인치
- 출력 : 지름 26밀리미터 흡기량 제한부품을 장착한 상태에서 5000~7400알피엠에서 200마력(150킬로와트)으로 출력제한
- 제동 : 구멍이 없는 강철 디스크 사용